# Daniel Libeskind
Daniel Libeskind (12. svibnja 1946., Łódź, Poljska) poljsko-američki arhitekt, likovni umjetnik i scenograf. 

## Životopis
Liebeskind je rođen 12. svibnja 1946. god. u Łódźu (Poljska), kao drugo dijete Dore i Nachmana Libeskinda, poljskih židova koji su preživjeli strahote holokausta.
Nakon proučavanja glazbe u Izraelu, Libeskind se 1959. god. seli u SAD gdje je diplomirao na Bronx High School of Science do 1965., a potom magistrirao arhitekturu na Cooper Union School u New Yorku. Naposljetku je završio svoj studij arhitekture za dvije godine na Sveučilištu u Essexu.
Godine 1985., Libeskind je osvojio prvu nagradu Leone di Petra na Venecijanskom bijenalu. Godine 1988., sudjelovao je u izložbi dekonstuktivističkih arhitekata u njujorškom Muzeju moderne umjetnosti, a potom je od 1989. do 1998. bio odgovoran za realizaciju Židovskog muzeja u Berlinu. Ovaj muzej je izgrađen kao utjelovljenje ideala izložbe dekonstruktivista. Njegova neobična arhitektura prepuna simbolike ispunjava samu svrhu postojanja muzeja. Libeskind, primjerice, u planu zgrade tvori liniju za posjete koju je nazvao praznom linijom, sastavljenom od šest praznina kroz muzej u cijeloj duljini, što simbolizira odsustvo nestalih osoba tijekom holokausta u njemačkoj povijesti. 
Sa suprugom Ninom osnovao je 1989. god. Studio Daniel Libeskind, sa sjedištem u Berlinu, kao njezin glavni arhitekt. Od 1994. god. predaje na Kalifornijskom sveučilištu u Los Angelesu, ali je također predavao na drugim sveučilištima diljem svijeta. Obrađuje različite projekte, od kojih su neki još uvijek u vezi sa židovstva i holokausta (npr. Jewish Museum of San Francisco, Centar holokausta u Manchesteru).
Dana 27. veljače 2003., Libeskind je pobijedio na natječaju za glavnog arhitekta za obnovu Svjetskog trgovačkog centra u New Yorku.
Daniel liebeskind je izabran za člana Akademije likovnih umjetnosti u Berlinu 1994. god.

## Djela
Njegove najznamenitije građevine su Židovski muzej u Berlinu (Njemačka), proširenje Denverskog muzeja umjetnosti u Sjedinjenim Američkim Državama, Grand Canal Theatre u Dublinu (Irska), Imperial War Museum North u Manchesteru (Engleska), Michael Lee Chin-Crystal krilo Kraljevskog muzeja Ontarija u Torontu (Kanada), Felix Nussbaum Haus u Osnabrücku (Njemačka), Danski židovski muzej u Kopenhagenu (Danska), te Wohl centar na Bar-Ilan Sveučilištu u Ramat-Ganu (Izrael). Njegov portfolio također uključuje i nekoliko stambenih projekata. Libeskind je svoja rad izlagao i u velikim muzejima i galerijama diljem svijeta, uključujući i Muzej suvremene umjetnosti, Bauhaus Archives, Art Institute of Chicago i Pompidou centru
Daniel Libeskind je izabran za obnovu Svjetskog trgovačkog centra u New Yorku. Njegov projekt je sjećanje na tragediju 11. rujna, ali i obećanje nade. Sjećanje simbolizira očuvanje Ground Zero-a (ostataka temelja ranijih nebodera) u podrumu, a nada za budućnost je strijelovitost tornja One World Trade Center, koji će po završetku 2014. god. biti viši od 541 metara (najviši stambeni toranj na Zapadu). Vrlo simbolično, svake godine 11. rujna toranj će će biti osvijetljen po danu bez hlada u 08:46 (vrijeme prvog udara) do 10:28 (vrijeme rušenja drugog tornja).

### Kronološki popis značajnijih djela
- 1989. – 98. Židovski muzej u Berlinu, Njemačka
- 2002. - Imperial War Museum North, Manchester, Ujedinjeno Kraljevstvo
- 2003. - Danski židovski muzej u Kopenhagenu, Danska
- Kuća Felixa Nussbauma (Nussbaum-Haus-Felix), muzej posvećen životu slikara Felixa Nusbauma, Osnabrück, Njemačka
- Spiralno proširenje muzeja Victoria and Albert Museum u Londonu (otkazano 2004. zbog nedostatka sredstava)
- 2005. - Dvorana Maurice Wohl Centre, Sveučilište Bar-Ilan, Ramat Gan, Izrael
- 2006. - Michael Lee Chin-Crystal krilo, proširenje Kraljevskog muzeja Ontarija u Torontu, Kanada
- 2000. – 06. - Proširenje Denverskog muzeja umjetnosti, Kolorado, SAD
- 2008. - Suvremeni muzej Židova, San Francisco, Kalifornija, SAD
- 2008. - Westside centar, Bern, Švicarska
- 2009. - Bord Gáis Energy Theatre, Dublin, Irska
- 2009. - Muzej vojne povijesti u Dresdenu, Njemačka
- 2011. - Kompleks u zaljevu Keppel, Singapur
- 2012. - Kongresni centar u Monsu, Belgija